# 出畑実
出畑実（でばた みのる、1950年（昭和25年）10月5日 - ）は、日本の政治家。自由民主党所属の元衆議院議員（1期）。

## 来歴
山口県下関市出身。成蹊大学経済学部卒業。東燃ゼネラル石油社員、国民政治協会千葉県支部事務局長を歴任。
2012年12月投開票の第46回衆議院議員総選挙に自由民主党公認で比例南関東ブロック単独32位で立候補するが落選。
2014年12月投開票の第47回衆議院議員総選挙に自由民主党公認で比例南関東ブロック単独39位で立候補するが落選。
2017年10月投開票の第48回衆議院議員総選挙に自由民主党公認で比例南関東ブロック単独33位で立候補するが次点で落選。
2019年9月12日、比例南関東ブロックで当選し衆議院議員であった宮川典子が死去。同月27日に中央選挙管理会が開いた選挙会で、次点となっていた出畑の繰り上げ当選が決定し、同月30日付で告示された。任期は10月1日から。
2021年10月31日投開票の第49回衆議院議員総選挙に自由民主党公認で比例南関東ブロック単独30位で立候補したが落選。

## 政策・主張
- 憲法改正に賛成とし、自衛隊を他国同様国防軍にするべきと主張。
- アベノミクスを評価。
- 日本の核武装について、今後の国際情勢によっては検討すべきとしている。
- 森友学園問題ならびに加計学園問題について首相や関係省庁の対応は十分ではないとしている。
- 女性宮家に賛成[7]。